# Jühnde
Jühnde là một đô thị thuộc the về phía nam của huyện Göttingen, trong bang Niedersachsen, Đức. Đô thị này có diện tích 24,49 km².
Gần đây, đô thị này đã nổi tiếng với biệt danh "làng năng lượng sinh học" ở Đức. Từ mùa Thu năm 2005, điện ở đây được sản xuất bằng chất thải và đưa vào nhà máy biogas để tạo khí đốt.